# Conservatoire à rayonnement régional de Créteil

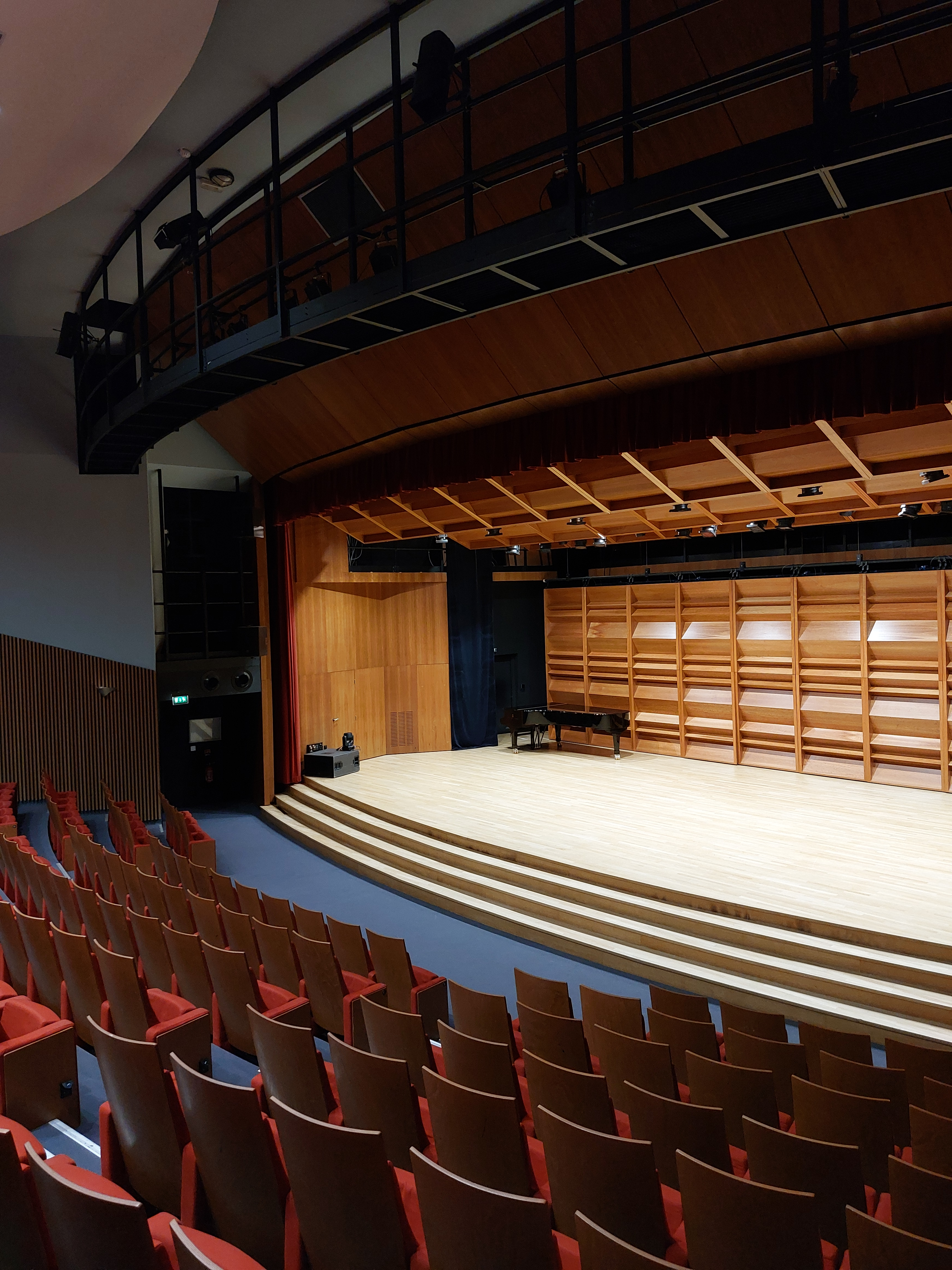
Auditorium de 325 places.

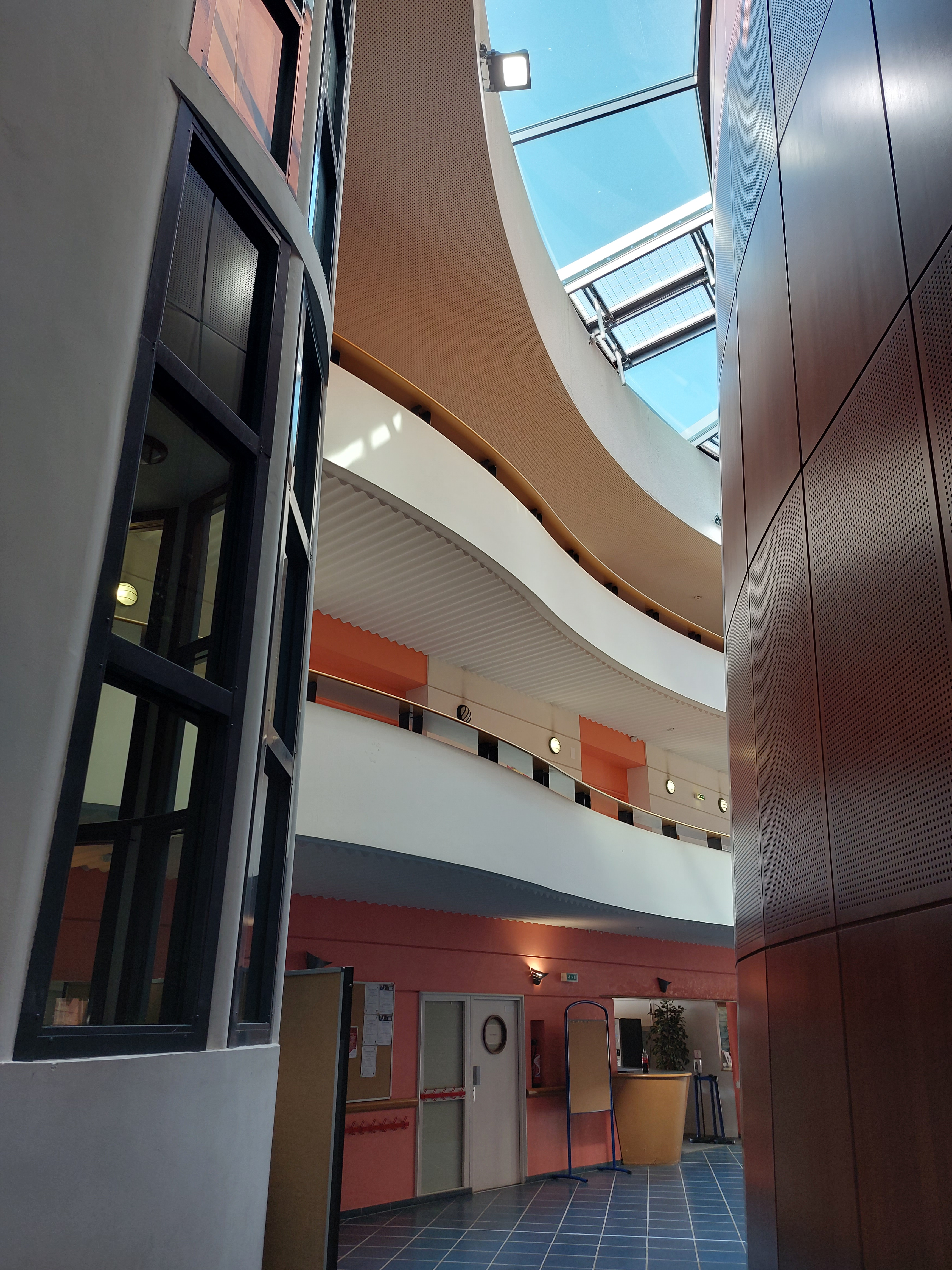
Rez-de-chaussée.

Le Conservatoire à rayonnement régional Marcel Dadi de Créteil, aussi appelé Conservatoire Marcel Dadi, est un établissement d'enseignement artistique agréé et contrôlé par l'État (Direction générale de la Création artistique du ministère de la Culture et de la Communication), représenté par la direction régionale des Affaires culturelles (DRAC). Il a son siège à Créteil et propose trois spécialités, musique, danse et théâtre. Le conservatoire offre également la particularité d'enseigner des disciplines de musique du monde comme le gamelan.

## Histoire
Fondé le 22 juillet 1960 par délibération du conseil municipal, le conservatoire de Créteil était connu comme l'école nationale de musique (ENM) de Créteil.
En septembre 1961, le conservatoire effectue sa première rentrée. En novembre 1961, Mlle  Madeleine Lafon, première danseuse étoile de l’Opéra de Paris (1952-1960), enseigne au conservatoire de Créteil.
Le clarinettiste Jacques Millon, clarinette basse solo de l’Opéra de Paris, crée la première classe de clarinette basse en France dont la renommée attire de nombreux élèves (Jean-Marc Volta...).
Construit entre 1996 et 1998, le conservatoire de Créteil, situé à côté du quartier Petit-Pré-Sablières, est l'œuvre du cabinet d'architectes Jacques Hesters et Brigitte Oyon. Sa façade évoque un rideau de scène en mouvement avec des abords aménagés en agora ombragée. Il dispose d'une surface de 4150 m2 sont réparties sur quatre niveaux fournissant salles de cours, studios d'enregistrement, bibliothèque...
En 1998, le conservatoire Marcel Dadi est inauguré par Catherine Trautmann et Laurent Cathala en tant que conservatoire national de région.
En 2003 est construit un auditorium de 325 places.
Le Paris Brass Band, ensemble de cuivres et de percussions, créé en 2008 est en « résidence » depuis janvier 2010 au Conservatoire Marcel Dadi.
En 2016, le conservatoire Marcel Dadi de Créteil devient le 43e conservatoire à rayonnement régional en France,.

### Liste des directeurs successifs
- 1960 à 1990 : Claude Charles
- 1990 à 1991 : Marc-Olivier Dupin
- 1992 à 1998 : Raffi Ourgandjian
- 1998 à 2009 : François-Robert Girolami
- 2009 à 2017 : Olivier Mérot
- 2017 à 2024 : Aude Portalier
- Depuis 2024 : Arnaud Lehmann

## Le CRR aujourd'hui
Le conservatoire accueille 1 200 élèves à partir de 6 ans dont 200 dans des classes à horaires aménagés (CHA) en élémentaire et secondaire dans les disciplines Danse – Musique – Théâtre, 90 enseignants et regroupe près de 30 disciplines artistiques.
Le conservatoire propose 6 disciplines des musiques du monde (gamelan indonésien, musiques arabe, iranienne et perse, gospel, percussions mandingues...).

### Diplômes délivrés
Dans le domaine musical, le conservatoire propose trois cycles d’apprentissage. Les deux premiers cycles se concluent par un diplôme de fin de cycle. Le 3e cycle se divise en une formation à la pratique amateur et en un cycle spécialisé. Il se termine par un diplôme d'études musicales.
Concernant la danse, aussi nommées études chorégraphiques, plusieurs diplômes permettent de sanctionner un parcours "amateur" ou "professionnel". À l'issue de chacun des 3 cycles, l'étudiant peut obtenir un diplôme de fin de cycle. Pour le 3e cycle, en cas de poursuite dans la voie "professionnelle", l'étudiant aura besoin de sanctionner ses études par un diplôme de pratique de la danse, un diplôme de formation musicale (étude des rythmes), un diplôme d'histoire de la danse et enfin, un diplôme d'anatomie.
Le conservatoire propose un cycle d’orientation professionnelle (COP), débouchant sur un diplôme d’études musicales, chorégraphiques ou théâtrales.

### Enseignement
L'enseignement du conservatoire adresse :
- Ensembles amateurs, pour des pratiques collectives
- Initiation artistique, pour les jeunes. Enseignement simultané de la musique, de la danse et du théâtre.
- Formation des arts de la scène :  danse, musique, théâtre
- Musique :
  - Instruments : cordes (violon, alto, violoncelle, contrebasse, guitare classique, harpe) ; bois (clarinette, flûte traversière et piccolo, hautbois, basson, saxophone) ; cuivres (cor, trompette, trombone, tuba) ; percussions ; piano ; musique ancienne (clavecin, flûte à bec, violon baroque, viole de gambe).
  - Cours d’érudition : formation musicale, analyse, composition.
  - Voix : chant ; chœur jeunes chanteurs et maîtrise ; accompagnement ; direction de chœur.
- Danse : Jazz, classique, contemporaine et hip-hop.
- Théâtre :
  - Initiation (7-8 ans et 9-10 ans)
  - Cours préparatoire (11-15 ans)
  - Cursus en cycles (à partir de 16 ans)

### Médiathèque
Le conservatoire Marcel Dadi dispose d’une médiathèque avec un fonds comptant près de 7200 documents (données 2014) répartis en partitions (60%), enregistrements CD (20%) et livres et revues sur les arts (20%).

### Partenaires
Le conservatoire Marcel Dadi a établi de nombreuses collaborations avec des structures de rayonnement régional et national comme la Maison des Arts de Créteil, le Centre Chorégraphique National, la Muse en Circuit, la Philharmonie de Paris, et également avec l’ensemble des partenaires locaux comme les centres socio-culturels (MJC, MPT) et le réseau des médiathèques.

## Vie artistique
Le conservatoire Marcel Dadi produit plus de deux cent représentations gratuites et actions artistiques et culturelles par an d’une programmation riche et variée rayonnant sur le territoire incluant la sensibilisation du jeune public et les interventions en milieu scolaire.